# SkypeOut
SkypeOut™ é um serviço pago do Skype que permite realizar ligações com telefones fixos e celulares no mundo inteiro. Colocam-se créditos no Skype e pode-se falar com telefones de várias localidades.